# Beto (football, 1981)
Pour les articles homonymes, voir Beto.
André Roberto Soares da Silva ou plus simplement Beto (né le 25 octobre 1981 à São Carlos) est un footballeur brésilien.

## Palmarès
- Vainqueur de la Coupe de Bulgarie en 2008 avec le Litex Lovetch